# 巴提·柯羅奇
老巴蒂繆斯·克勞奇（Bartemius Crouch Sr.），通稱巴堤（Barty），是英國作家J·K·羅琳筆下的奇幻小說《哈利波特》系列中的人物。他在佛地魔剛崛起的時期擔任魔法部魔法法律執法司司長，後轉任國際魔法合作司司長。

## 人物設定
柯羅奇是一個狹隘而死板的人，他為人嚴肅正經也嚴守規則，並且有點權慾熏心，他全神貫注於表現出體面的外表。儘管他鄙視著黑魔法，然而他願意竭盡全力與任何可能損害其聲譽的事物脫鉤，這使他的行為幾乎與許多黑巫師一樣殘忍，他並且賦予正氣師有權殺掉任何拒捕的食死人嫌疑犯，而不是單單把其捕獲。
作為魔法執行部首長的柯羅奇精通多國語言，由於他倡議使用強硬手段對付佛地魔與食死人，使其聲望一時無兩，讓柯羅奇得到魔法世界多數巫師人民的信賴與支持，使他似乎是成為下一任魔法部部長的熱門人選，許多人也看好他能夠登上魔法部部長的職位。

## 相關情節
其子—小巴堤·柯羅奇因為跟雷斯壯一家同時被捕，因而被揭發小巴堤竟也是食死人，後者曾參與協助佛地魔上台並利用酷刑咒折磨奈威父母的食死人。審判結束後，老巴堤·柯羅奇的聲勢慘跌，他失去了大部分聲望與成為魔法部部長的任何機會，最後他於康尼留斯·夫子上任擔當魔法部部長期間被轉調至國際魔法交流合作部負責人的職位上。
然而，根據天狼星的說法，這次審判是假的，只是公開展示老巴堤有多討厭這個男孩。巫師公眾對小巴堤表示同情，並將所有責任歸咎於老巴堤，指責他因為父母的疏忽而驅使兒子加入食死人的行列。在審判大約一年後，柯羅奇那身患絕症的愛妻懇求他挽救她兒子的生命，因此柯羅奇教唆兩人利用變身水進入阿茲卡班來交換露面身份代死。柯羅奇太太及後於阿茲卡班以小柯羅奇的身份去世，而老柯羅奇隨後以蠻橫咒把小柯羅奇軟禁並控制其舉止，並以隱形斗蓬長年掩蓋其兒子的蹤跡，還命令其家庭小精靈眨眨寸步不離地監視看管著他。為了掩飾其真相，老柯羅奇為了讓小巴堤·柯羅奇在外度過了多年，他甚至不惜對發現真相的柏莎·喬金斯施展強力的記憶咒使她閉嘴，讓她的記憶永久性地破壞。

### 火盃的考驗
老巴堤·柯羅奇於該系列的《火盃的考驗》中首次出現，他跟魯多·貝漫一起負責舉辦魁地奇世界盃以及三巫鬥法大賽的事情。在家庭小精靈眨眨的懇求下，老柯羅奇同意讓其兒子去觀看魁地奇世界盃賽事。當他跟眨眨以及隱藏於隱形斗篷下的小巴堤·柯羅奇一起出席欣賞魁地奇世界盃期間，結果竟讓小柯羅奇得以趁機溜走並把哈利的魔杖偷去來發射黑魔標記。當拿著哈利魔杖的眨眨隨後被阿莫斯·迪哥里捉個正著時，老柯羅奇憤而把牠解僱，因為眨眨未能好好的控制住他的兒子，而讓小柯羅奇出席也是牠的主意。
不料，這反而給了佛地魔的好時機。此後不久，佛地魔跟彼得·佩迪魯出現於柯羅奇的家，因為他們從審問喬金斯的時候發現了小柯羅奇的蹤跡。佛地魔以蠻橫咒把老巴堤·柯羅奇操控，並把小柯羅奇從他父親對他施加的蠻橫咒中解救出來，並迫使老柯羅奇繼續出現在公眾面前，就好像沒有任何問題一樣。雖然仍處於蠻橫咒之下，但老柯羅奇仍在三巫鬥法大賽中擔任五位評委之一。然而，由於擔心老柯羅奇會抵抗蠻橫咒的影響，佛地魔後來把他囚禁於自己的房子裡，並僅讓他專門通過受監督的貓頭鷹郵件進行交流。老巴堤被聲稱臥病在家，把所有事務交給派西·衛斯理。
儘管採取了這些預防措施，老柯羅奇還是設法以自己的心志突破並擺脫了蠻橫咒的控制，並成功前往霍格華茲以希望向鄧布利多警告正在發生的事情，並向揭發佛地魔與其兒子的圖謀。他在禁忌森林中遇到了哈利與維克多·喀浪。然而，當哈利在路上召喚鄧不利多時，這無意中提醒了正在以變身水來冒充瘋眼穆敵的小柯羅奇得知其父親的存在。因此，小柯羅奇即前往禁忌森林，他把喀浪擊昏了並殺害了自己的父親，並將其屍體以變形術幻化成骨頭，埋於霍格華茲的土地上。

## 電影
在《哈利波特系列電影》中，羅傑·洛伊-柏克於中飾演著老巴堤·柯羅奇一角。由於食死人卡卡夫的指控，他對兒子的求饒變成對兒子公開自稱為食死人的冷漠譴責，老巴堤·柯羅奇不得不因為把他關進監獄而傷心欲絕。他對小柯羅奇的濫用監護與精神控制完全被忽略了，他對眨眨的解僱也是如此，因為並她沒有出現於電影中。此外，哈利在霍格華茲附近的樹林裡發現了老柯羅奇的屍體，而不是被小柯羅奇埋葬。